# Élections préfectorales québécoises de 2017
Les élections québécoises de 2017 à la préfecture, organisées dans le cadre des élections municipales, se sont déroulées dans les municipalités régionales de comté du Québec le 5 novembre 2017.

## Contexte et déroulement
Deux nouvelles municipalités régionales de comté ont fait le choix d'élire leur préfet par suffrage universel lors de ces élections : Manicouagan et Pontiac. Le nombre de préfets élus par la population passe de 14 à 16. Toutefois, seulement 10 élections se sont déroulées puisque 6 préfets n'ont eu aucun adversaire.
Les 71 autres préfets ont été élus par leurs pairs lors du conseil de leur MRC.

## Résultats

### Kamouraska
- Préfet sortant : Yvon Soucy
- Préfet élu : Yvon Soucy

| Yvon Soucy | Élu sans opposition | Élu sans opposition | Élu sans opposition |

### La Haute-Gaspésie
- Inscrits : 9 810
- Votes valides : 5 444
- Votes rejetés : 40
- Taux de participation : 55,9 %
- Préfet sortant : Allen Cormier
- Préfet élu : Allen Cormier

| Allen Cormier          | 3 250 | 59,70 % |  |
| Frederick DeRoy        | 1 743 | 32,02 % |  |
| Maxime Esther Bouchard | 451   | 8,28 %  |  |

### La Matapédia
- Inscrits : 14 360
- Votes valides : 6 854
- Votes rejetés : 115
- Taux de participation : 48,5 %
- Préfet sortant : Chantale Lavoie
- Préfet élu : Chantale Lavoie

| Chantale Lavoie | 4 578 | 66,79 % |  |
| Gaëtan Ruest    | 2 276 | 33,21 % |  |

### La Vallée-de-la-Gatineau
- Inscrits : 18 084
- Votes valides : 9 573
- Votes rejetés : 220
- Taux de participation : 54,2 %
- Préfet sortant : Michel Merleau
- Préfet élu : Chantal Lamarche

| Chantal Lamarche   | 3 714 | 38,80 % |  |
| Georges Lafontaine | 3 442 | 35,96 % |  |
| Simon Godin        | 1 425 | 14,89 % |  |
| Claude Beaudoin    | 992   | 10,36 % |  |

### Le Granit
Le Granit élit son préfet pour la première fois lors de ces élections.
- Inscrits : 17 945
- Votes valides : 8 555
- Votes rejetés : 319
- Taux de participation : 49,5 %
- Préfet sortant : Marielle Fecteau
- Préfet élu : Marielle Fecteau

| Marielle Fecteau | 4 091 | 47.82 % |  |
| Yves D'Anjou     | 1 967 | 22,99 % |  |
| Sylvain Gilbert  | 1 257 | 14,69 % |  |
| Marc L'Ecuyer    | 1 240 | 14,49 % |  |

### Le Haut-Saint-François
- Préfet sortant : Robert G. Roy
- Préfet élu : Robert G. Roy

| Robert G. Roy | Élu sans opposition | Élu sans opposition | Élu sans opposition |

### Le Rocher-Percé
- Préfet sortant : Nadia Minassian
- Préfet élu : Nadia Minassian

| Nadia Minassian | Élu sans opposition | Élu sans opposition | Élu sans opposition |

### Les Basques
- Préfet sortant : Bertin Denis
- Préfet élu : Bertin Denis

| Bertin Denis | Élu sans opposition | Élu sans opposition | Élu sans opposition |

### Les Pays-d'en-Haut
- Inscrits : 38 556
- Votes valides : 15 330
- Votes rejetés : 759
- Taux de participation : 41,7 %
- Préfet sortant : Charles Garnier
- Préfet élu : André Genest

| André Genest        | 6 015 | 39,24 % |  |
| Guy Vandenhove      | 4 201 | 27,4 %  |  |
| Marie-Claire Vachon | 3 114 | 20,31 % |  |
| Martin Nadon        | 2 000 | 13.05 % |  |

### Manicouagan
Manicouagan élit son préfet pour la première fois lors de ces élections.
- Inscrits : 22 829
- Votes valides : 9 882
- Votes rejetés : 208
- Taux de participation : 44,2 %
- Préfet sortant : Claude Martel
- Préfet élu : Marcel Furlong

| Marcel Furlong | 4 341 | 43,93 % |  |
| Ginette Côté   | 3 679 | 37.23 % |  |
| Paul Brisson   | 1 862 | 18,84 % |  |

### Maria-Chapdelaine
- Inscrits : 20 937
- Votes valides : 8 992
- Votes rejetés : 101
- Taux de participation : 43,4 %
- Préfet sortant : Jean-Pierre Boivin
- Préfet élu : Luc Simard

| Luc Simard         | 4 582 | 50,96 % |  |
| Jean-Pierre Boivin | 2 503 | 27,84 % |  |
| Marcel Gauthier    | 1 273 | 14.16 % |  |
| Pieter Wentholt    | 634   | 7,05 %  |  |

### Minganie
- Préfet sortant : Luc Noël
- Préfet élu : Luc Noël

| Luc Noël | Élu sans opposition | Élu sans opposition | Élu sans opposition |

### Montcalm
- Préfet sortant : Danielle H. Allard
- Préfet élu : Louis-Charles Thouin

| Louis-Charles Thouin | Élu sans opposition | Élu sans opposition | Élu sans opposition |

### Pontiac
Pontiac élit son préfet pour la première fois lors de ces élections.
- Inscrits : 12 919
- Votes valides : 7 653
- Votes rejetés : 103
- Taux de participation : 60 %
- Préfet sortant : Raymond Durocher
- Préfet élu : Jane Toller

| Jane Toller        | 3 597 | 47 %    |  |
| Raymond Durocher   | 1 366 | 17,85 % |  |
| Linda Davis        | 1 045 | 13,65 % |  |
| Charlotte L'Écuyer | 828   | 10,82 % |  |
| Pierre Fréchette   | 817   | 10,68 % |  |

### Témiscamingue
- Inscrits : 12 786
- Votes valides : 5 800
- Votes rejetés : 51
- Taux de participation : 45,8 %
- Préfet sortant : Arnaud Warolin
- Préfet élu : Claire Bolduc

| Claire Bolduc  | 3 872 | 66,76 % |  |
| Bernard Flebus | 1 270 | 21,9 %  |  |
| Gilles Lepage  | 514   | 8,86 %  |  |
| Renald Baril   | 144   | 2,48 %  |  |

### Témiscouata
- Inscrits : 16 262
- Votes valides : 8 960
- Votes rejetés : 195
- Taux de participation : 56,3 %
- Préfet sortant : Guylaine Sirois
- Préfet élu : Guylaine Sirois

| Guylaine Sirois | 4 796 | 53,53 % |  |
| Gaétan Ouellet  | 4 164 | 46,47 % |  |